# Virgile Moine
Virgile Moine (* 4. März 1900 in Courroux; † 31. Dezember 1987 in Bern) war ein Schweizer Lehrer, Offizier und Politiker (FDP). Von 1943 bis 1948 gehörte er dem Nationalrat an, danach bis 1966 dem Regierungsrat des Kantons Bern.

## Biografie
Er war der Sohn des Landjägers Jules Joseph Moine und von Marie Bregnard. Er erhielt seine Schulbildung in Tramelan und Moutier, anschliessend absolvierte er das Gymnasium und das Lehrerseminar in Porrentruy. Nach einem geisteswissenschaftlichen Studium an den Universitäten Neuchâtel und Bern erhielt er 1922 das Sekundarlehrerpatent. Von 1923 bis 1933 arbeitete er in Saignelégier als Sekundarlehrer. Dazwischen promovierte er 1929 als Dr. phil. mit der Arbeit Le Jura bernois et le mouvement démocratique de 1830–1831 («Der Berner Jura und die demokratische Bewegung 1830–1831»). Von 1933 bis 1948 war er Direktor des Lehrerseminars von Porrentruy.
In der Schweizer Armee machte Moine ebenfalls Karriere. 1933 wurde er zum Hauptmann befördert, 1936 zum Major, 1941 zum Oberstleutnant und 1944 zum Oberst im Generalstab. Auf Wunsch von General Henri Guisan verfasste er 1941 ein Konzept zur Landesverteidigung. Moine wurde 1943 als Kandidat der FDP in den Nationalrat gewählt, 1947 gelang ihm die Wiederwahl. Ein Jahr darauf trat er zurück, nachdem er in die Berner Kantonsregierung gewählt worden war. Als Regierungsrat leitete er zunächst die Justizdirektion, ab 1951 die Erziehungsdirektion. Zu seinen Errungenschaften gehörten ein neues Universitätsgesetz im Jahr 1954 sowie der allgemeine Aufschwung der exakten Wissenschaften. Mehrmals vertrat er den Bundesrat auf internationalen Bildungskonferenzen.
Nach der Moeckli-Affäre im Jahr 1947 versuchte Moine zunächst eine vermittelnde Rolle in der Jurafrage einzunehmen. 1957 positionierte er sich dann aber anlässlich des Kongresses der Union des patriotes jurassiens in Tavannes als entschiedener Gegner der Separatisten. Spätestens seit der Berberat-Affäre von 1962 galt er als Feindbild des Rassemblement jurassien. Ins Kreuzfeuer seiner Kritik geriet er am 30. August 1964 anlässlich der Mobilmachungsgedenkfeier beim Denkmal Le Fritz auf dem Col des Rangiers, wo mehrere hundert Aktivisten der Béliers ihn und Bundesrat Paul Chaudet daran hinderten, eine Rede zu halten. Auch sein Einsatz für den Waffenplatz Bure war umstritten. 1966 trat Moine als Regierungsrat zurück, im selben Jahr verlieh ihm die Universität Bern die Ehrendoktorwürde.
Moine war mit Jeanne Hennet verheiratet. Seine Tochter Geneviève Aubry war ebenfalls eine Politikerin und prominente Aktivistin der Berntreuen.

## Werke
Moine verfasste mehrere historische und pädagogische Publikationen sowie Reiseberichte. Nachfolgend eine Auswahl:
- 1848–1948: Un peuple, une constitution. Le centenaire de l’État fédératif (1948)
- Défense spirituelle du pays (1938)
- Essai d’histoire jurassienne (1933)
- L’École normale des instituteurs du Jura à Porrentruy, 1837–1937 (1937)
- Renaissance de Bellelay (1960)
- Xavier Stockmar «L’Homme du Jura» (1964)

Zusammen mit Paul Montavon, dem Bruder von Gilberte Montavon, verfasste er 1931 anlässlich der Hundertjahrfeier des jurassischen Liberalismus das Theaterstück L’aube de la liberté.